# Sursassita
La sursassita és un mineral de la classe dels silicats. Rep el nom pel districte de Sursass (Oberhalbstein), a Suïssa, on es troba la localitat tipus.

## Característiques
La sursassita és un silicat de fórmula química Mn2+₂Al₃(SiO₄)(Si₂O₇)(OH)₃. Cristal·litza en el sistema monoclínic.
Segons la classificació de Nickel-Strunz, la sursassita pertany a «09.B - Estructures de sorosilicats amb grups barrejats de SiO₄ i Si₂O₇; cations en coordinació octaèdrica [6] i major coordinació» juntament amb els següents minerals: al·lanita-(Ce), al·lanita-(La), al·lanita-(Y), clinozoisita, dissakisita-(Ce), dol·laseïta-(Ce), epidota, hancockita, khristovita-(Ce), mukhinita, piemontita, piemontita-(Sr), manganiandrosita-(La), tawmawita, tweddillita, ferrial·lanita-(Ce), niigataïta, manganiandrosita-(Ce), dissakisita-(La), vanadoandrosita-(Ce), uedaïta-(Ce), epidota-(Sr), al·lanita-(Nd), ferrial·lanita-(La), åskagenita-(Nd), zoisita, macfal·lita, julgoldita-(Fe2+), okhotskita, pumpel·lyïta-(Fe2+), pumpel·lyïta-(Fe3+), pumpel·lyïta-(Mg), pumpel·lyïta-(Mn2+), shuiskita, julgoldita-(Fe3+), pumpel·lyïta-(Al), poppiïta, julgoldita-(Mg), ganomalita, rustumita, vesuvianita, wiluïta, manganovesuvianita, fluorvesuvianita, vyuntspakhkita-(Y), del·laïta, gatelita-(Ce) i västmanlandita-(Ce).

## Formació i jaciments
Va ser descoberta als Alps Parsettens, al districte d'Oberhalbstein, a la vall d'Albula (Grisons, Suïssa). També ha estat descrita en altres indrets propers dins de Suïssa, així com a Bèlgica, Itàlia, Grècia, el Japó, la República Popular de la Xina, el Canadà i els Estats Units.